# Mont Duff
Pour les articles homonymes, voir Duff.
Le mont Duff, aussi appelé Auorotini en mangarévien, est le plus haut sommet avec 441 m de l'île de Mangareva aux îles Gambier en Polynésie française.

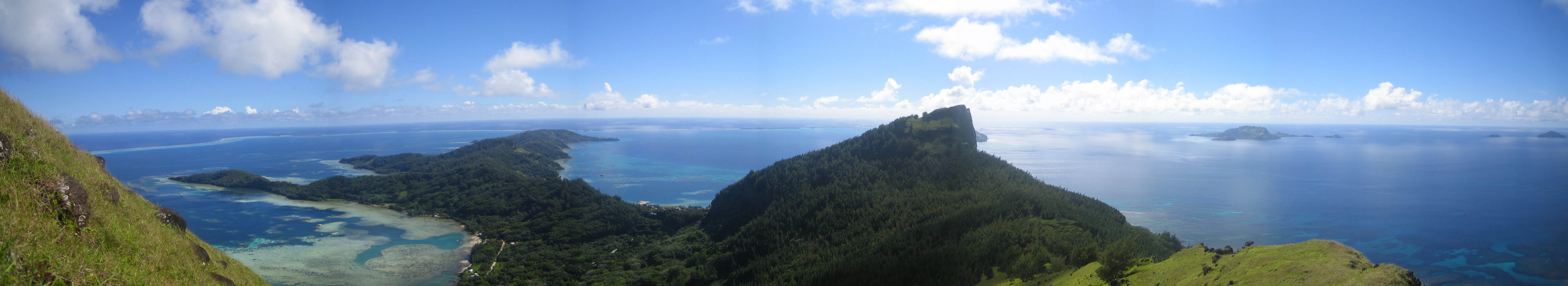
Vue sur le mont Duff depuis le mont Mokoto